# Sorcery (videogioco 1984)
Sorcery è un videogioco di avventura dinamica pubblicato nel 1984 dalla Virgin Games per Commodore 64 e ZX Spectrum e nel 1985 per Amstrad CPC, Enterprise, MSX, Thomson MO5 e TO7.
Una versione espansa con titolo Sorcery+, a volte riferito come Sorcery Plus, uscì per Amstrad CPC sempre nel 1985 solo su disco, e nel 1988 anche per Amiga e Atari ST.
Protagonista del gioco è un mago che si avventura in un regno fantasy per liberarlo dalle forze oscure del Necromante.

## Modalità di gioco
Il gioco si svolge in un ambiente a piattaforme composto da numerose schermate mostrate con visuale di profilo, collegate tra loro da porte. Il numero totale di schermate varia a seconda della versione, sono ad esempio 17 su Commodore e 40 su Amstrad, e rappresentano luoghi come boschi, castelli e Stonehenge.
Il giocatore controlla il mago, che può muoversi orizzontalmente e fluttuare verso l'alto, mentre fluttuare verso il basso avviene automaticamente per gravità.
Si può raccogliere e trasportare un solo oggetto alla volta; qualora se ne raccolga un secondo, vengono scambiati. Gli oggetti possono avere funzioni indispensabili per completare l'avventura, o essere genericamente utili, ad esempio come arma per eliminare un nemico di un tipo specifico. Una volta utilizzato, l'oggetto scompare.
L'energia vitale del mago diminuisce al contatto con i nemici presenti in ogni schermata, che comprendono fantasmi o altre creature che volano e sinistri personaggi incappucciati che camminano. Tutti puntano direttamente contro il mago, ma non possono inseguirlo da una schermata all'altra. Si ha a disposizione una sola vita, ma l'energia può essere ricaricata trovando dei pentoloni. Cadendo nell'acqua o esaurendo il tempo a disposizione si perde la partita all'istante.
Nella parte inferiore dello schermo viene indicato il nome del luogo in cui ci si trova, la percentuale di energia del mago, il nome dell'oggetto trasportato e il tempo rimasto, sotto forma di un'immagine che scompare gradualmente (o una candela che si consuma, su Amiga/ST).
L'obiettivo finale può variare secondo la versione, ad esempio liberare otto compagni maghi prigionieri e infine raggiungere il santuario su Amstrad, portare un certo oggetto all'altare di Stonehenge su Commodore.
La versione Sorcery+ aumenta in modo rilevante il numero di schermate e aggiunge una seconda avventura in cui si affronta direttamente il Necromante.